# Đèo Nóc Mò
Đèo Nóc Mò là đèo trên quốc lộ 3B ở vùng đất bản Nà Đeng xã Cường Lợi huyện Na Rì tỉnh Bắc Kạn, Việt Nam.
Tên gọi "Nóc Mò" theo tiếng Tày - Nùng có nghĩa là "u bò".

## Vị trí
Đèo ở trên quốc lộ 3B, là quốc lộ mới nâng cấp từ đường liên tỉnh, nối thị trấn Yến Lạc 22°14′15″B 106°10′57″Đ / 22,237557°B 106,182569°Đ huyện Na Rì tới thị trấn Thất Khê 22°15′11″B 106°28′23″Đ / 22,253088°B 106,473043°Đ huyện Tràng Định tỉnh Lạng Sơn. Đèo ở phần phía bắc xã Cường Lợi, và cách thị trấn Yến Lạc chừng 8 km hướng đông bắc.
Vùng đèo Nóc Mò trước đây một thế kỷ từng là nơi có nhiều hổ báo và các thú rừng khác. Tuy nhiên ngày nay chúng đã bị săn bắt hết.